# Цауне-Морзика, Байба
Ба́йба Ца́уне-Мо́рзика (Абере; латыш. Baiba Caune-Morzika; 12 августа 1945, Стамериенская волость — 7 февраля 2014, Юрмала) — советская и латвийская велогонщица, двукратный серебряный призёр чемпионатов мира по шоссейным велогонкам. 55-кратная чемпионка Латвии.

## Биография
Родилась 12 августа 1945 года в Стамериенской волости. С 1949 по 1955 год проживала в Томской области. C 1961 по 1980 год спортивная карьера. С 1980 по 1997 год тренерская карьера. В 2003 году за вклад в развитие спорта Латвии награждена почетным орденом Трёх звёзд 1 степени
Была замужем за велогонщиком Элмаром Морзиком. Дочь — чемпионка СССР Даце Цауне.
Умерла 7 февраля 2015 в Юрмале, похоронена на Новом Слокском кладбище.

## Спортивная карьера
Велоспортом начала заниматься с 1955 года. В 1961 году тренировалась в Тукумской спортивной школе у тренера Улдиса Мауриня. Заняла 4 место в школьной универсиаде Латвийской ССР. С 1963 года в составе молодежной сборной СССР. Позже тренировалась у Илмара Янова. Выступала за спортивный клуб «Marss». Заслуженный мастер спорта СССР. Член социального фонда Ульяны Семёновой «LOSF». Двукратный серебряный призер в групповых шоссейных гонках Чемпионата мира 1968 года в Италии и 1974 года в Канаде. Двукратная чемпионка СССР (1968, 1969) в шоссейных гонках. 55-кратная чемпионка Латвии.
С 1980 по 1997 год работала тренером в Саласпилсе. Подготовила трех юниорских чемпионов СССР (Илона Кришане, Элита Ивбулете и Даце Цауне).